# Dassault Aviation
Dassault Aviation međunarodni je francuski proizvođač zrakoplova vojnih i komercijalnih zrakoplova i podružnica je Dassault Grupe.
Osnovao ga je 1929. Marcel Bloch kao Société des Avions Marcel Bloch ili "MB". Nakon Drugog svjetskog rata Marcel Bloch promijenio je ime u Marcel Dassault, a naziv tvrtke 20. siječnja 1947. godine postao je Avions Marcel Dassault.
Dassault Aviation Group upravlja Éric Trappier od 9. siječnja 2013.

## Vanjske poveznice
- Dassault Aviation